# Aleksandr Grin
Die Aleksandr Grin (russisch Александр Грин) (ehem. Aleksandr Blok) ist ein Flusskreuzfahrtschiff, das im Jahre 1984 von der Österreichischen Schiffswerften AG Linz in Korneuburg/Österreich gebaut und an die Moskwa-Flussreederei (russisch Московское речное пароходство) in Moskau ausgeliefert wurde. Es gehört zur Sergey Yesenin-Klasse (Projekt Q-065) und wird seit 2012 innerhalb fünf Jahre auf der Kreuzfahrt-Strecke Moskau–Sankt Petersburg von der australischen Scenic Tours eingesetzt.

## Geschichte

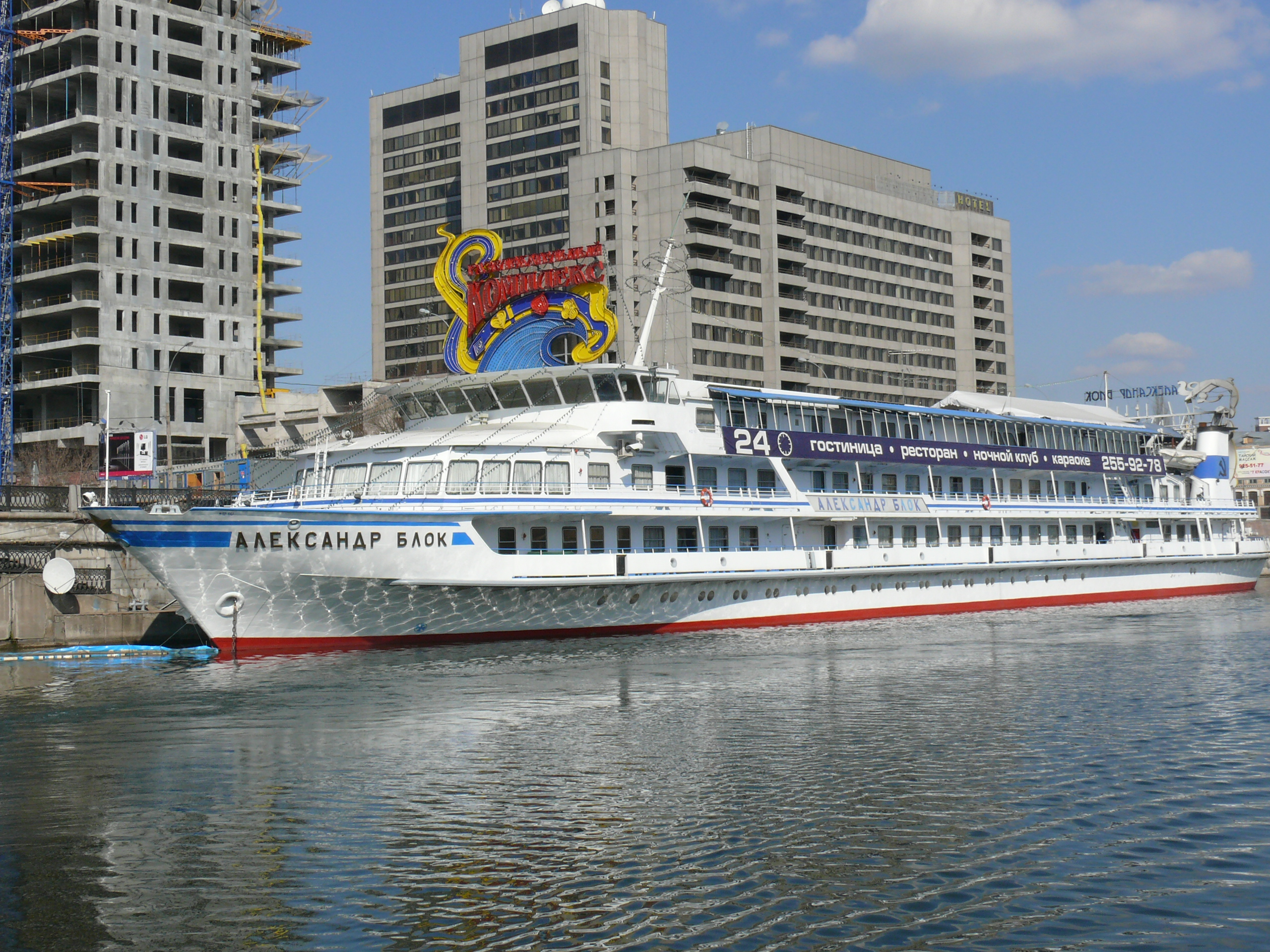
Die Aleksandr Blok kurz vor ihrer Auferstehung als Neubau Aleksandr Grin

Das Schiff wurde 1984 nach dem sowjetischen Dichter Alexander Blok benannt. Nach der Übergabe und kurzem Betrieb als Flusskreuzfahrtschiff wurde die Aleksandr Blok 1987 in Moskau neben dem Ausstellungszentrum Sowinzentr vertäut und als 4-Sterne-Hotelschiff genutzt. Am 18. August 2011 verließ sie nach 24 Jahren den Liegeplatz und nahm Kurs Richtung Chimki-Stausee (russisch Химкинское водохранилище). Erst später wurde bekanntgegeben, dass das Schiff nach Kimry mit Rybinsk als folgendem Reiseziel fährt. Nach der Modernisierung nach dem Projekt Q-065/PV08 auf der Nobel-Werft von Rybinsk wurde das Schiff in Aleksandr Grin umbenannt, jedoch als ein neugebautes Wasserfahrzeug in das Russian-River-Register-Buch eingetragen. Nach dem Umbau hat das Schiff 56 Doppelbett-Kabinen. Die erste am 30. April und die letzte Reise am 17. Oktober des Jahres 2014 wurden für inländische Touristen freigegeben.
Ihre Schwesterschiffe sind Demyan Bednyy, Mikhail Svetlov, Sergey Yesenin und Valeriy Bryusov.